# Джеффрі Голл
Джеффрі Голл (англ. Jeffrey C. Hall; нар. 3 травня 1945, Бруклін, США) — американський генетик і хронобіолог, лауреат Нобелівської премії з фізіології або медицини за 2017 рік (спільно із Майклом Янгом та Майклом Росбашом) за дослідження молекулярного механізму циркадного ритму.

## Біографія
Голл народився у Брукліні, в родині репортера агенції Ассошіейтед прес. Дитинство провів у передмісті Вашингтону. 1963 року поступив до Емгерстського коледжу в Массачусетсі, плануючи продовжити освіту в напрямку медицини. Втім пізніше зацікавився генетикою, проводив досліди з рекомбінації та транслокації в дрозофіли, чим привернув до себе увагу професорів. Його рекомендували до вступу до аспірантури у відділ генетики Університету Вашингтону.
Після захисту дисертації працював постдоком у Каліфорнійському технологічному інституті в лабораторії Сеймура Бенцера. З 1974 року працює у Брандейському університеті. Декілька разів мав тривалі відрядження до Університету Мену.

## Наукові дослідження
Ще з коледжу Голл зацікавився біологією дрозофіли. Його першим учителем був Філіпп Івз (англ. Philip Ives), учень генетика Альфреда Стертеванта. Івз навчив Голла тонкощам роботи з цим модельним об'єктом генетики. Керівником Голла в Університеті Вашингтону були інші спеціалісти з дрозофіли Лоренс Сендлер та Гершель Роман. З Сендлером Голл вивчав гени, які контролюють поведінку хромосом при мейозі.
Розпочавши з дослідження класичної та молекулярної генетики дрозофіли, Голл поступово перейшов до нейрогенетики, досліджуючи генетичні основи статевої поведінки та біологічних ритмів цих комах, а також їхню взаємодію.
У 1984 році Голл зі співробітниками клонували ген period, мутації в якому порушували циркадні ритми в дрозофіл. Ген кодував невідомий на той час білок. Вивчаючи його взаємодію з іншими білками Голл виявив механізм зворотного зв'язку, який забезпечував коливання активності в нейронах дрозофіли. Гомологами цього гену в ссавців та людини є PER1, PER2 та PER3.

## Нагороди та визнання
- 2001: член Американської академії мистецтв і наук[6]
- 2003: член Національної академії наук США
- 2003: Медаль Генетичного товариства Америки[en][7]
- 2009: Премія Грубера в галузі нейронауки[en][8]
- 2011: Премія Луїзи Гросс Горвіц[9]
- 2012: Міжнародна премія Гайрднера[10]
- 2012: Премія Мессрі[en][11]
- 2013: Премія Вайлі[en][12]
- 2013: Премія Шао
- 2017: Нобелівська премія з фізіології або медицини